# Arnoldus Christian von Krogh
Arnoldus Christian von Krogh (ca. 1737, døbt 30. januar 1738 – 1814 i Christiania, begravet 5. maj) var en dansk-norsk officer.
Han var søn af oberst og chef for 2. Vesterlenske Regiment Christopher von Krogh (1685-1752) og Maria f. de Fine, indtrådte 1749 som underofficer ved faderens regiment og blev her 1753 sekondløjtnant, 1756 premierløjtnant, 1769 kaptajnløjtnant, 1773 kaptajn, 1786 major, 1790 bataljonskommandør, 1797 oberstløjtnant og 1803 oberst. Forinden sin forfremmelse til kaptajnløjtnant var han betegnet "som en meget habil Officer, der fører god Konduite og med stor Flid applicerer sig paa Kongens Tjeneste". 1806 blev han chef for 2. Akershusiske Regiment. Han førte dette med stor dygtighed under krigen 1808 og forfremmedes samme år til generalmajor og brigadechef ifølge indstilling af prins Christian August under udtrykkelig fremhævelse for "militært Talent og berømmeligt Forhold". 1810 stilledes han à la suite i Hæren.
Krogh var gift med Elisabeth Christine f. Nyrop (død 20. januar 1799). Han ejede gården Christiansminde i Undal Præstegæld, som han satte i ypperlig stand. Han døde i Christiania og blev begravet 5. maj 1814. Han havde ingen børn.